# Porites tuberculosa
Porites tuberculosa är en korallart som beskrevs av Veron 2002. Porites tuberculosa ingår i släktet Porites och familjen Poritidae. IUCN kategoriserar arten globalt som sårbar. Inga underarter finns listade i Catalogue of Life.